# 5971 Tickell
Az 5971 Tickell (ideiglenes jelöléssel 1991 NT2) a Naprendszer kisbolygóövében található aszteroida. Henry Holt fedezte fel 1991. július 12-én.